# Pusey (Haute-Saône)
Pusey település Franciaországban, Haute-Saône megyében. Lakosainak száma 1437 fő (2022. január 1.). Pusey Charmoille, Grattery, Pusy-et-Épenoux, Vaivre-et-Montoille és Vesoul községekkel határos.

## Népesség
A település népességének változása:
| Lakosok száma | 1506 | 1507 | 1542 | 1474 | 1457 | 1455 | 1452 | 1443 | 1437 |
|               | 2013 | 2015 | 2016 | 2017 | 2018 | 2019 | 2020 | 2021 | 2022 |